# Eight Legs
Eight Legs ist eine britische Indie-Rock-Band aus Stratford-upon-Avon. 
Sie zeichnet sich durch einen rauen Sound und den prägnanten Cockney-Akzent, mit dem Sänger Sam Jolly seine Texte vorträgt, aus. Bekannt wurde die Band, als sie die Musik für eine Laufsteg-Show des Modelabels Dior lieferte.

## Geschichte
Eight Legs haben bisher das Debüt Searching For The Simple Live auf dem Label Weekender Records und das Album The Electric Kool-Aid Cuckoo Nest bei Snowhite veröffentlicht.
Ihre deutsche Debütsingle Blood Sweat Tears erschien am 24. August 2007 als Download auf dem stilsicheren Britlabel Weekender Records (Dogs, The Bishops, Chikinki etc.).
Die Single wurde beim Produzenten John Fortis (Razorlight, Art Brut, The Prodigy) in London live eingespielt.

## Diskografie

### Alben
- 2008: Searching for the Simple Life
- 2009: The Electric Kool-Aid Cuckoo Nest
- 2010: The Best of Me EP

### Singles
- 2007: Blood Sweat Tears
- 2007: These Grey Days
- 2008: Freaking out the Neighbours
- 2008: Wear that Shirt
- 2008: Blood.Sweat.Tears.(Andere Fassung)
- 2009: I Understand
- 2010: Best of Me